# Casinaria albipalpis
Casinaria albipalpis là một loài tò vò trong họ Ichneumonidae.